# Santa Eulàlia de Riuprimer
Santa Eulàlia de Riuprimer település Spanyolországban, Barcelona tartományban. Lakosainak száma 1487 fő (2024).

## Földrajza
Santa Eulàlia de Riuprimer Sant Bartomeu del Grau, Vic, Muntanyola és Santa Maria d’Oló községekkel határos.

## Népesség
A település lakosságának változását az alábbi diagram mutatja:
| Lakosok száma | 145  | 480  | 507  | 561  | 809  | 864  | 1052 | 1259 | 1345 | 1487 |
|               | 1717 | 1887 | 1936 | 1960 | 1986 | 2004 | 2009 | 2014 | 2019 | 2024 |